# Долон-Нур
Долон-Нур, Долонно́р, иначе Долу́нь (кит. упр. 多伦, пиньинь Duōlún) — уезд аймака Шилин-Гол автономного района Внутренняя Монголия (КНР). Название уезда происходит от монгольского «Долоо нур» («Семь озёр» — когда-то здесь было семь водоёмов, которые к настоящему времени пересохли).

## История
Уезд был образован в 1913 году и вошёл в состав Специального административного района Чахар (察哈尔特别区), впоследствии преобразованного в провинцию Чахар. В 1930-х годах эти места стали ареной противоборства китайских и японских войск. 22 сентября 1950 года уезд был передан из провинции Чахар в состав аймака Шилин-Гол.

## Административное деление
Уезд делится на 2 посёлка и 3 волости.